# Ctenoides

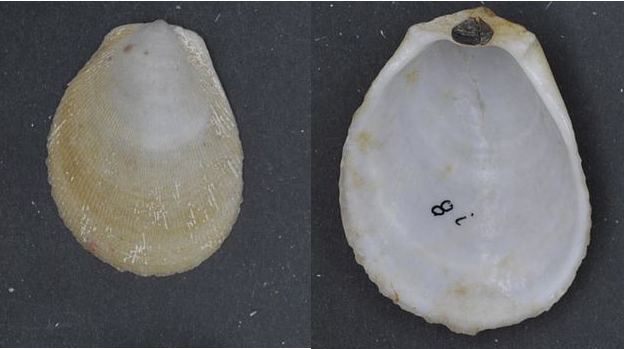
Raue Feilenmuschel, Innen- und Außenseite

Ctenoides ist eine Muschel-Gattung aus der Familie Feilenmuscheln (Limidae). Die ältesten fossilen Vertreter der Gattung sind aus dem Oberen Jura bekannt.

## Merkmale
Die gleichklappigen, annähernd gleichseitigen Gehäuse sind im Umriss leicht eiförmig bis gerundet dreieckig, und höher als lang. Die Gehäuse sind nur mäßig gewölbt, können aber auch etwas abgeflacht sein. Sie weisen am Vorderrand unterhalb des Schlossrandes eine deutliche Byssusöffnung auf; die Gehäuseränder sind im Bereich der Byssusöffnung nach außen gebogen. Die beiden „Ohren“ (Fortsätze) beiderseits des Wirbels sind gut vom Gehäusekörper abgesetzt. Sie sind annähernd gleich groß oder das vordere „Ohr“ ist etwas kleiner als das hintere Ohr. Der Schlossrand ist sehr eng. Im Schloss ist ein mäßig großer lateraler Zahn vorhanden.
Die Ornamentierung besteht aus zahlreichen, dicht stehenden, radialen Rippen, die zum Gehäuserand divergieren können. Hier schalten sich neue Rippen in die Zwischenräume ein. Die Rippen sind an der Oberseite gerundet und sind knotig oder schuppig.

## Geographische Verbreitung, Lebensraum und Lebensweise
Die Gattung ist weltweit in allen Meeren verbreitet. Die Arten der Gattung leben mit Byssus festgeheftet an der Unterseite von überhängenden Felsen oder in Felsspalten.

## Taxonomie
Das Taxon wurde von Otto Andreas Lowson Mørch erstmals beschrieben. Die MolluscaBase listet folgende zur Gattung gehörende Arten:
- - Ctenoides ales (Finlay, 1927)
  - Ctenoides annulatus (Lamarck, 1819)
  - Ctenoides catherinae Cosel, 1995
  - Ctenoides concentricus (G. B. Sowerby III, 1888)
  - †Ctenoides gracilissimus Beu, 1967
  - Ctenoides lischkei (Lamy, 1930)
  - Ctenoides miamiensis Mikkelsen & Bieler, 2003
  - Ctenoides mitis (Lamarck, 1807)
  - †Ctenoides naufragus Marwick, 1928
  - Ctenoides obliquus Mikkelsen & Bieler, 2003
  - Ctenoides philippinarum Masahito & Habe, 1978
  - Ctenoides planulatus (Dall, 1886)
  - Raue Feilenmuschel (Ctenoides scaber (Born, 1778))
  - Ctenoides symmetrica (Barnard, 1964)
  - Ctenoides vokesi Mikkelsen & Bieler, 2003

## Belege